# Десети артилерийски полк
Десети артилерийски полк е български артилерийски полк, формиран през 1912 година, взел участие в Балканската (1912 – 1913), Междусъюзническата (1913), Първата (1915 – 1918) и Втората световна война (1941 – 1945)

## Формиране
Историята на полка започва на 4 октомври 1912 година, когато във Враца от 2-ри нескорострелен артилерийски полк се формира Десети артилерийски полк. 

## Балкански войни (1912 – 1913)
Полкът участва в Балканската война (1912 – 1913) в състава на 10-а сборна дивизия и се състои от 9 батареи. В него служат 36 офицери, 1 чиновник и 1670 подофицери и войници. Разполага с 272 яздитни коне и 977 впрегатни коне и мулета. Взема участие и в Междусъюзническата война (1913). През 1913 г. полкът е демобилизиран.

## Първа световна война (1915 – 1918)
През Първата световна война (1915 – 1918) 10-и артилерийски полк е отново мобилизиран (септември 1915) и влиза в състава на 10-а артилерийска бригада от 10-а беломорска дивизия.
В началото на българското участие във войната полкът разполага със следния числен състав, добитък и въоръжение:
| Числен състав                                               | Добитък    | Обоз                            | Въоръжение |
| ----------------------------------------------------------- | ---------- | ------------------------------- | ---------- |
| Офицери и лекари: 5 Чиновници: 2 Подофицери и войници: 1279 | Коне: 1119 | Пушки и карабини: 60 Оръдия: 24 |            |

## Между двете световни войни
През 1920 година в изпълнение на клаузите на Ньойския мирен договор е реорганизиран в 10-о артилерийско отделение, а по-късно същата година е преименуван на 8-о артилерийско отделение. През 1928 година отделението е реорганизирано в 8-ри дивизионен артилерийски полк, но до 1938 година носи явното си наименование като отделение.

## Втора световна война (1941 – 1945)
Взема участие във втората фаза на заключителния етап на Втората световна война (1941 – 1945) в състава на 8-а пехотна тунджанска дивизия.

## Наименования
През годините полкът носи различни имена според претърпените реорганизации:
- Десети артилерийски полк (4 октомври 1912 – 1920)
- Десето артилерийско отделение (1920)
- Осмо артилерийско отделение (1920 – 1928)
- Осми дивизионен артилерийски полк (1928 – 1950)
- Втори дивизионен оръдеен артилерийски полк (1950)
- Двадесет и пети дивизионен оръдеен артилерийски полк (1950 – 1958)
- Двадесет и пети артилерийски полк (1958 – 1960)

## Командири
Званията са към датата на заемане на длъжността.
| №  | звание       | име                | дати                                                                         |
| -- | ------------ | ------------------ | ---------------------------------------------------------------------------- |
| 1. | Подполковник | Христо Вълчев      | Балканска война                                                              |
|    | Полковник    | Йеротей Сирманов   | към 1914 – 1915                                                              |
|    | Подполковник | Константин Христов |                                                                              |
|    | Полковник    | Асен Стефанов      | от 14 септември 1944                                                         |
|    | Майор        | Петко Николов      | 2 юли 1948 – 24 април 1950 (до 1 април 1949, Временно изпълняващ длъжността) |